# Sonderstimmung (Mundharmonika)

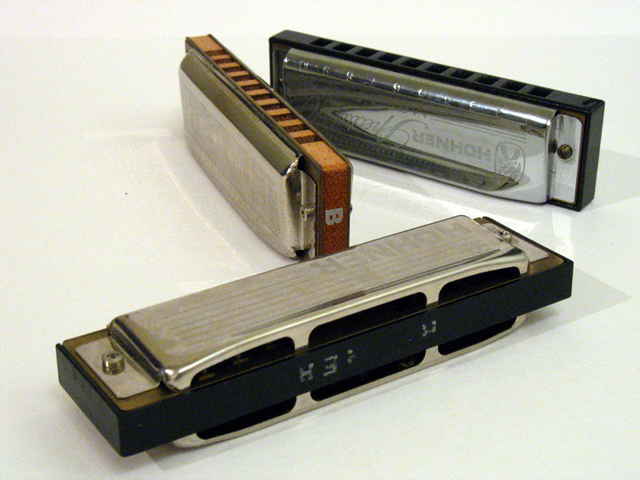
Richter-Mundharmonikas

Eine Sonderstimmung ist eine vom Standard der Richterstimmung abweichende Anordnung der Töne einer Mundharmonika. Dabei werden je nach Sonderstimmung verschiedene Ziele verfolgt. Eigentlich müsste es Sonder-Tonanordnungen heißen, da es sich nicht um die Aufteilung von Frequenzen auf Töne handelt (siehe Stimmung und Tonart). Allerdings hat sich die Bezeichnung Sonderstimmung im allgemeinen Sprachgebrauch durchgesetzt.

## Grund für Sonderstimmungen
Bei den diatonischen  Mundharmonikas hat sich die sogenannte Richterstimmung als Standard etabliert. Die Tonanordnung der Richterstimmung beruht auf einer Dur-Tonleiter, die in der unteren Oktave Tonauslassungen und Tondopplungen aufweist:
| Richter-System (Hörbeispielⓘ) |    |    |    |    |    |    |    |    |    |    |
| Overblow                      | Eb |    |    | Eb | F# | Bb |    |    |    |    |
|                               |    |    |    |    |    |    |    |    |    | Bb |
| Blas-Bending                  |    |    |    |    |    |    |    | Eb | F# | H  |
| Blasen                        | C  | E  | G  | C  | E  | G  | C  | E  | G  | C  |
| Kanal                         | 1  | 2  | 3  | 4  | 5  | 6  | 7  | 8  | 9  | 10 |
| Ziehen                        | D  | G  | H  | D  | F  | A  | H  | D  | F  | A  |
| Zieh-Bending                  | C# | F# | Bb | C# |    | Ab |    |    |    |    |
|                               |    | F  | A  |    |    |    |    |    |    |    |
|                               |    |    | Ab |    |    |    |    |    |    |    |
| Overdraw                      |    |    |    |    |    |    | C# |    | Ab | C# |

Orientiert man sich an der Tonleiter, so wird diese folgendermaßen in der Mundharmonika verteilt. Die Töne der Tonleiter wurden zur besseren Darstellung nummeriert.
Durch dieses System ergeben sich Vor- und Nachteile: Von Vorteil sind die leichtere Spielbarkeit von Begleitakkorden auf blasen (C-Dur mit Umkehrungen) und der dazugehörigen Dominante auf ziehen (G-Dur mit Umkehrungen, der G-Dominantseptakkord und danach d-Moll). Der Nachteil ist, dass ein diatonisches System nicht ohne weiteres in anderen Tonarten und Skalen spielbar ist. Auch sind für die Spieltechniken des Bending und Overblow gewisse Grenzen gesetzt. Für die Entwicklung eines neuen Systems oder einer Sonderstimmung ist es von Bedeutung, diese Nachteile auszugleichen. Dabei gibt es verschiedene Herangehensweisen. Sie reichen vom Verändern einzelner Töne bis zum Umbau des gesamten Systems. Die Gründe dafür können folgende sein:

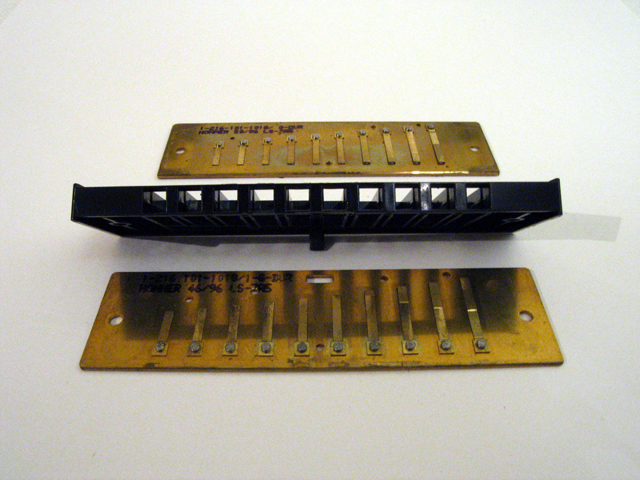
Harp aufgeschraubt

1. Der Spieler möchte andere diatonische Skalen spielen, da er in anderen Stilrichtungen musiziert. Möglicherweise soll das Instrument in ethnischer Musik Verwendung finden. Dazu kann man innerhalb bestimmter Grenzen das Richter-System auf die gewünschte Skala umstimmen (z. B. Zigeuner-Moll und Zigeuner-Dur, Spanische Skala, melodisches und harmonisches Moll, Kirchentonarten wie Dorisch, Arabische Skalen, Chinesische Pentatonik, ¼-Ton-Skala usw.).
2. Der Spieler wünscht eine Verbesserung der spieltechnischen Möglichkeiten hinsichtlich vereinfachten
– diatonischen Spiels
– chromatischen Spiels
– tonart-übergreifenden Spiels
durch umfassendere Bendingmöglichkeiten.
3. Der Spieler möchte die Mundharmonika an persönliche Vorlieben oder Einschränkungen anpassen (z. B. eine Harp mit Bluesskala, um ihm Bending und Overblows zu ersparen), oder er braucht einfach eine Mundharmonika für Spezialeffekte.

## Beispiele

### Harmonisch Moll
Ein Beispiel für den skalenbedingten Umbau des Richtersystems ist eine Mundharmonika in harmonisch Moll. Hier ist es nur nötig, einige Töne im Richtersystem umzustimmen.
| Harmonisch Moll, Richter-System (Hörbeispielⓘ) |    |    |    |    |    |    |   |    |    |    |
| Overblow                                       | Db | E  | Ab | Db | E  | Ab |   |    |    |    |
|                                                |    |    |    |    |    |    |   |    |    | Bb |
| Blas-Bending                                   |    |    |    |    |    |    | B | D  | F# | B  |
| Blasen                                         | C  | D# | G  | C  | D# | G  | C | D# | G  | C  |
| Kanal                                          | 1  | 2  | 3  | 4  | 5  | 6  | 7 | 8  | 9  | 10 |
| Ziehen                                         | D  | G  | H  | D  | F  | G# | H | D  | F  | G# |
| Zieh-Bending                                   | Db | Gb | Bb | Db | E  | G  |   |    |    |    |
|                                                |    | F  | A  |    |    |    |   |    |    |    |
|                                                |    | E  |    |    |    |    |   |    |    |    |
| Overdraw                                       |    |    |    |    |    |    | C | Eb | F# | A  |

### Country
Ein gutes Beispiel für eine an die Spieltechnik angepasste Richterstimmung ist die Country-Stimmung. Hier wurde lediglich im Kanal 5 ziehen der Ton um einen Halbton erhöht. Dadurch hat man auch in diesem Kanal gute Bendingmöglichkeiten. Es entsteht ein Major7-Akkord, der sich besonders für Countrymusik eignet.
| Country-Stimmung (Hörbeispielⓘ) |    |    |    |    |    |    |    |    |    |    |
| Overblow                        | Db | F  | Ab | Db | F  |    |    |    |    |    |
|                                 |    |    |    |    |    |    |    |    |    | Bb |
| Blas-Bending                    |    |    |    |    |    |    |    | Eb | F# | H  |
| Blasen                          | C  | E  | G  | C  | E  | G  | C  | E  | G  | C  |
| Kanal                           | 1  | 2  | 3  | 4  | 5  | 6  | 7  | 8  | 9  | 10 |
| Ziehen                          | D  | G  | H  | D  | F# | A  | H  | D  | F  | A  |
| Zieh-Bending                    | C# | F# | Bb | C# | F  | Ab |    |    |    |    |
|                                 |    | F  | A  |    |    |    |    |    |    |    |
|                                 |    |    | Ab |    |    |    |    |    |    |    |
| Overdraw                        |    |    |    |    |    |    | C# | F  | Ab | C# |

### Diminished
Die Diminished-Stimmung ist ein Beispiel für den kompletten Umbau des Richtersystems. Hier wird die achttonige Ganzton-Halbton-Skala fortlaufend auf die Kanäle der Mundharmonika verteilt, wodurch allein durch Halbton-Ziehbends alle zwölf Töne spielbar sind. Die Anordnung führt zu einer Aneinanderreihung verminderter Akkorde.
| Diminished-Stimmung |    |    |    |    |    |    |    |    |    |    |
| Blasen              | F# | A  | C  | Eb | F# | A  | C  | Eb | F# | A  |
| Kanal               | 1  | 2  | 3  | 4  | 5  | 6  | 7  | 8  | 9  | 10 |
| Ziehen              | Ab | H  | D  | F  | Ab | H  | D  | F  | Ab | B  |
| Zieh-Bending        | G  | Bb | Db | E  | G  | Bb | Db | E  | G  | Bb |

## Beschaffung einer Sonderstimmung

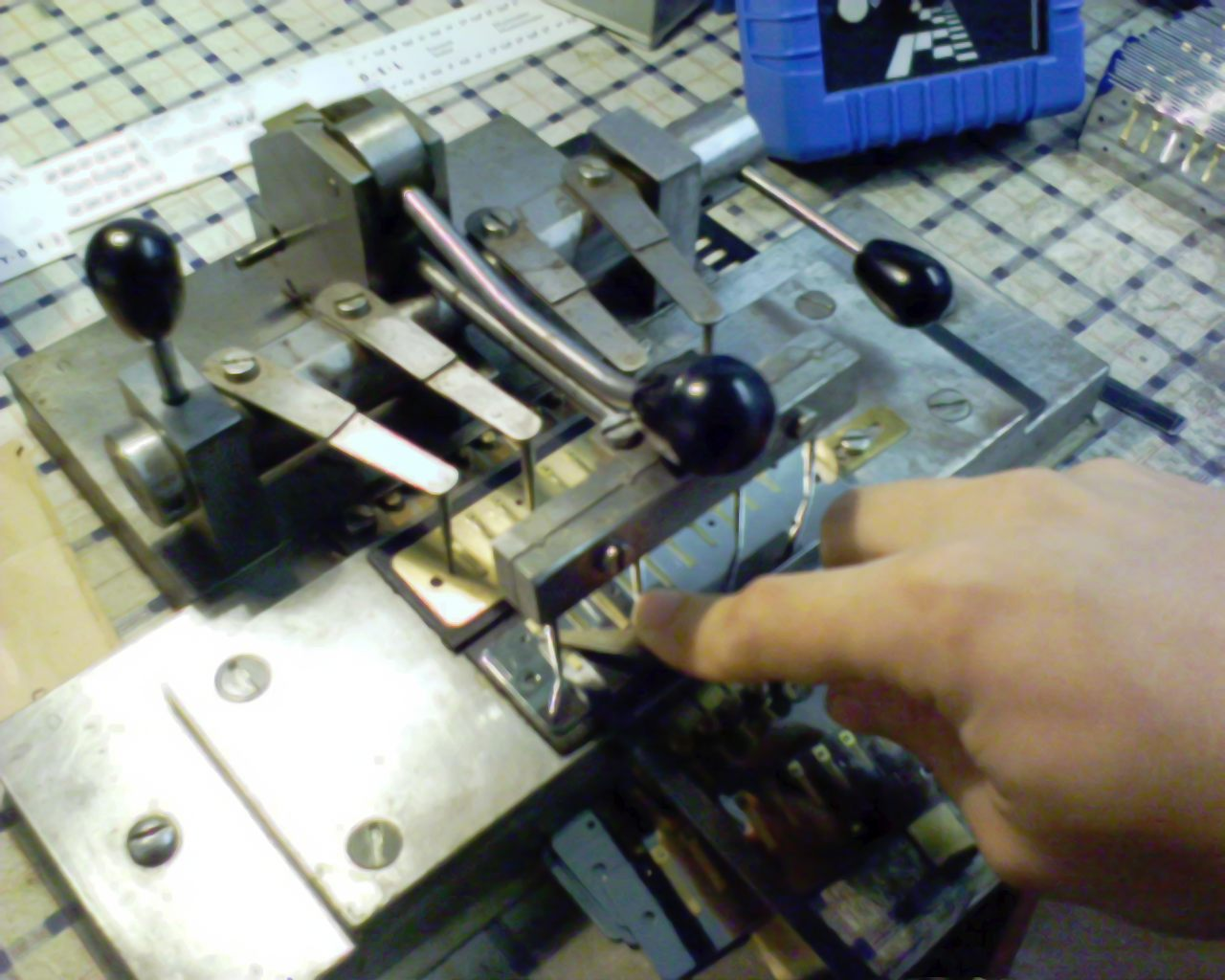
Stimmen einer Mundharmonika am Stimmtisch

Seit einigen Jahren können Sonderstimmungen bei zwei Herstellern direkt bestellt werden (siehe unten: Liste von Customizern und Herstellern von Sonderstimmungen).
Zuvor musste der Spieler für jede Sonderstimmung selbst Hand anlegen oder einen Customizer beauftragen. Beim Eigenbau einer Sonderstimmung gibt es folgende Möglichkeiten:
1. Das Umstimmen der betreffenden Töne einer Richter-Mundharmonika. Dies funktioniert nur, wenn die Tonaufteilung dem Richtersystem ähnlich und der Zielton maximal einen Ganztonschritt vom Ausgangston entfernt ist. Insbesondere bei hohen Tönen führt das Umstimmen jedoch oft auch schon früher zu einer Schwächung oder zum Bruch der Zunge. Dann bleibt nur:
2. Das Auswechseln von Stimmzungen. Dies ist meist dort nötig, wo das ganze System stark vom Richtersystem abweicht.

## Sonderstimmungen der diatonischen Mundharmonika

### Modifikationen der Richter-Stimmung

#### Natürlich Moll
Die Stimmung natürlich Moll baut auf der natürlichen Moll-Skala auf und nutzt dabei die Tonaufteilung des Richtersystems. Allerdings wird sie nicht straight gespielt, d. h. ab ersten Kanal blasen, sondern cross, also in 2. Position ab Kanal 2 ziehen. Spielt man die Mundharmonika in der 1. Position (ab 1. Kanal blasen) entsteht eine dorische Skala. Der Erfinder dieser Stimmung ist Lee Oskar.
- Hörbeispiel Natürlich Moll 1. Position (Dorisch)ⓘ/?
- Hörbeispiel Natürlich Moll 2. Position (Äolisch bzw. nat. Moll)ⓘ/?
- Improvisation in Natürlich Mollⓘ/?

#### Harmonisch Moll
Die Stimmung harmonisch Moll beginnt nicht wie die Natürlich-Moll-Stimmung im 2. Kanal ziehen, sondern wie gehabt ab dem 1. Kanal blasen. Sie baut auf der harmonischen Moll-Skala auf und nutzt die Tonaufteilung des Richtersystems. Sie klingt ein wenig nach Tango oder anderen Südamerikanischen Klängen oder eben nach osteuropäischer Folklore ("Katjuscha").
- Hörbeispiel in harmonisch Mollⓘ/?
- Improvisation in harmonisch Mollⓘ/?

#### Dorisch
Diese Stimmung orientiert sich an der Kirchentonart dorisch. Wie bei der Natürlich-Moll-Stimmung beginnt die Mundharmonika allerdings in der 2. Position, im 2. Kanal ziehen. Wenn man in der 1. Position, also 1. Kanal blasen spielt, entsteht eine mixolydische Skala. Diese Stimmung eignet sich besonders für Blues oder Rock (All Along the Watchtower).
- Hörbeispiel Dorisch 1. Position (Mixolydisch Dur)ⓘ/?
- Hörbeispiel Dorisch 2. Position (Dorisch Moll)ⓘ/?
- Improvisation in Dorischⓘ/?

#### Paddy Richter
Im Kanal 3 blasen ist diese Stimmung um einen Ganzton höher gestimmt, was besonders für Irish Folk nützlich ist. Daher stammt auch der Name, denn Paddy steht für den irischen Michel und Richter für die Verwandtschaft mit der Standard-Stimmung. Mit dieser an sich bekannten Stimmung hat sich der Customizer Brendan Power auf seiner CD New Irish Harmonica, sowohl für diatonische als auch für chromatische Mundharmonika, besonders gewidmet. Brandan hat für diese Stimmung eine Schule geschrieben: Play Irish Music on the Blues Harp.
- Hörbeispiel in Paddy Richter-Stimmungⓘ/?

#### Melody Maker
Diese Stimmung ist eine Kombination aus der Country-Stimmung und der Paddy-Richter-Stimmung. Sie wurde von Lee Oskar entwickelt. Es wurde gegenüber der Richterstimmung der Ton in Kanal 3 blasen um einen Ganzton und die Töne in Kanal 5 und Kanal 9 ziehen um einen Halbton erhöht. Der Grundton der Stimmung befindet sich in Kanal 2 ziehen. Man kann diese Stimmung im Irish Folk verwenden.
- Hörbeispiel in Melody Maker-Stimmungⓘ/?

### Spiralstimmung (auch: Zirkularstimmung)
Die fortlaufende Anordnung einer Tonleiter mit ungerader Tonanzahl auf die übliche Blas- und Ziehfolge der Mundharmonika- kanäle führt dazu, dass die Töne von Oktave zu Oktave die Blasrichtung wechseln und die Abfolge visualisiert als Spirale vorstellbar wird.
Auf der abgebildeten Spiral Standard A-Moll kann man ohne Bendings und Overblows über zweieinhalb Oktaven in A-Moll (sowie in C-Dur und allen Paralleltonarten) spielen.
Aus der durch die Bauweise der Mundharmonika bedingten Zweiteilung der Tonleiter in Blasen und Ziehen ergibt sich der sehr musikalische Vorzug, dass alle Akkorde der Tonleiter spielbar werden (im Beispiel: C, C6, C7+, Dm, Dm7, Em, Em7, F, F6, F7+, G, G6, G7, Am, Am7, Hdim).
- Hörbeispiel einer Spiralstimmung in allen Positionen (Modi)ⓘ/?
- Stück auf einer Spiralharmonikaⓘ/?

### Moderne Sonderstimmungen für chromatisches Bendingspiel

#### Augmented
Die sechstonige Augmented-Skala wird hier fortlaufend auf die Kanäle verteilt, wodurch allein durch Halb- und Ganzton-Ziehbends alle zwölf Töne spielbar sind. Die Anordnung führt zu einer Aneinanderreihung übermäßiger Akkorde, die typisch orientalisch oder spanisch klingen.
Bekannt wurde die Augmented-Stimmung durch Eric Chaffer aus Frankreich.
- Hörbeispiel in Augmented-Stimmungⓘ/?

| Augmented |    |   |    |    |   |    |    |   |    |    |
| Blasen    | C  | E | Ab | C  | E | Ab | C  | E | Ab | C  |
| Kanal     | 1  | 2 | 3  | 4  | 5 | 6  | 7  | 8 | 9  | 10 |
| Ziehen    | Eb | G | B  | Eb | G | B  | Eb | G | B  | Eb |

#### Optimized Blues Tuning
Ausgehend von der cross gespielten Richterstimmung im Blues Harp-Stil optimiert diese Anordnung die diatonische Harp für den Gebrauch der erweiterten (dorischen) Bluestonleiter mit
+ überwiegend Ziehtönen (1 2 b3 4 b5 5 6 b7 b7 8)

– Auf der cross gespielten Richterstimmung sind die Sexte und der Grundton in der oberen Oktave nur als Blaston spielbar.
+ gleichmäßig verteilten Ziehbends (1 2 b3 4 b5 5 6 b7 8)

– Die cross gespielte Richterstimmung erlaubt nur die 2, b3 und b5 und diese nur in der unteren Oktave als Ziehbends; in der oberen Oktave muss die b3 als Overblow, die b5 als Overdraw gespielt werden.
+ oktaveinheitliche Tonanordnung

– Die Richterstimmung erfordert in jeder Oktave andere Spielmuster.
+ chromatisches Spiel durch Ziehbends realisierbar (1 b2 2 b3 3 4 b5 5 b6 6 b7 7 8)

– Die Richterstimmung erfordert für chromatisches Spiel neben draw bends, blow bends, overblows und overdraws.
+ Akkorde (teilweise durch Beschränkung auf Prime und Terz und ggf. Optionstöne):

I (Ij7); IV- (IV-11); V (V13); bVII- (bVII-7); bII (bII13); III-

Im Beispiel der „Optimized A“: 

A (Aj7); D- (D-11); E (E13); G- (G-7); Bb (Bb13); C#-

– Der cross gespielten Richterstimmung fehlt insbesondere die Dominante.
| Optimized Blues Tuning in A |     |     |     |     |     |     |     |     |     |     |
| Blasen                      | G3  | Bb3 | D4  | F4  | G4  | Bb4 | D5  | F5  | G5  | Bb5 |
| Kanal                       | 1   | 2   | 3   | 4   | 5   | 6   | 7   | 8   | 9   | 10  |
| Ganzton-Bend                |     | B3  |     | F#4 |     | B4  |     | F#5 |     | B5  |
| Halbton-Bend                | G#3 | C4  | D#4 | G4  | G#4 | C5  | D#5 | G5  | G#5 | C6  |
| Ziehen                      | A3  | C#4 | E4  | G#4 | A4  | C#5 | E5  | G#5 | A5  | C#6 |

### Whole Tone
Die Ganzton-Stimmung kennt keine Halbtöne. Setzt man in jedem Kanal einen Overblow ein, ist man in der Lage voll chromatisch zu spielen. Man braucht dann, wie bei der Augmented, nur vier Patterns zu lernen, um in jeder Tonart spielen zu können.
- Hörbeispiel einer Whole Tone-Stimmung mit C Dur-Tonleiter und chromatischem Lauf (durch Overblow)ⓘ/?
- Stück in Whole Tone-Stimmungⓘ/?

- SBS (= „Steve Baker Spezial“: Klassische Richter-Stimmung erweitert um drei Kanzellen mit einer tieferen Oktave)

## Sonderstimmungen der chromatischen Mundharmonika

### Chordomonica
Die vom chinesischen Virtuosen Cham-Ber Huang erfundene Chordomonica vereint die Möglichkeit, eine Folge von (korrekten) Begleitakkorden und trotzdem auch eine (teilweise) chromatische Tonleiter in Einzeltönen spielen zu können.
Es fehlen die Töne C#, Bb ( beide erreichbar durch Ziehbending ohne Schieber), außerdem G# (= Ab, Ziehbending mit Schieber nicht möglich, da auf Blasen im gleichen Kanal ebenfalls A). D# = Eb und F# = Gb sind vorhanden. Folgende Akkorde sind (auf einem C-dur-Instrument) spielbar:
Ohne Schieber:
- Blasen: Tonika: C-Dur ( C E G C )
- Ziehen: Dominantseptime: G7 ( D F G B )

Mit gedrücktem Schieber:
- Blasen ergibt: Subdominante: F-Dur (  C F A C )
- Ziehen ergibt: Verminderter Septimakkord 1. Stufe: D#dim7 ( D# F# A C )

| Chordomonika (Hörbeispielⓘ) |     |     |    |    |     |     |    |    |     |     |    |    |
| Blasen mit Schieber         | C1  | F1  | A1 | C2 | C2  | F2  | A2 | C3 | C3  | F3  | A3 | C4 |
| Blasen                      | C1  | E1  | G1 | C2 | C2  | E2  | G2 | C3 | C3  | E3  | G3 | C4 |
| Kanal                       | 1   | 2   | 3  | 4  | 5   | 6   | 7  | 8  | 9   | 10  | 11 | 12 |
| Ziehen                      | D1  | F1  | G1 | B1 | D2  | F2  | G2 | B2 | D3  | F3  | G3 | B3 |
| Ziehen mit Schieber         | D#1 | F#1 | A1 | C2 | D#2 | F#2 | A2 | C3 | D#3 | F#3 | A3 | C4 |

Die Chordomonica-Stimmung war für die Fa. Hohner seit 1965 patentrechtlich geschützt. Seit der Patentschutz abgelaufen ist, gibt es auch Nachbauten, z. B. unter dem Marktnamen „Chor“. Chordomonica-Instrumente werden heute noch als customized-Produkte auf Basis gängiger chromatischer Harps gefertigt.
Kurzzeitig gab es auch eine erweiterte Variante mit 6 Akkorden, kombinierbar durch zwei Schieber (Chordomonica II), die ebenfalls bereits in der genannten Patentschrift vorgeschlagen wurde, aber heute nicht mehr produziert wird. Ihr Nachbau ist aufgrund des doppelten Schiebers mit üblichem Aufwand auch nicht möglich. Daher erzielen derartige Instrumente Liebhaberpreise. Allerdings verfügt die Chordomonica II nicht über 6 frei wählbare Akkorde. Der zweite, gekröpfte Schieber bewirkt eine „Mischung“ der Akkorde mit und ohne Hauptschieber, also die Mollparallele beim Blasen (für C-dur: a-moll) und den Septimakkord der 2. Stufe beim Ziehen.

### Richter
Die Richter-Chromatik-Stimmung ist wie eine Bluesmundharmonika nach dem Richtersystem aufgebaut, wie es der Name schon sagt. Hier wird die Möglichkeit geboten, dass Spieler, die sich vom Spielablauf an eine Bluesharp gewöhnt haben, eine Chromatikmundharmonika spielen können. So hat man wieder die Begleitakkorde in Kanal 1 bis 4 und benötigt zum Erzeugen der Halbtöne weder Bending-, noch Overblowfähigkeiten, sondern drückt einfach den Schieber.
| Chromatik, Richter System (Hörbeispielⓘ) |     |     |     |     |     |     |     |     |     |     |    |     |
| Blasen mit Schieber                      | Db0 | F0  | Ab0 | Db1 | F1  | Ab1 | Db2 | F2  | Ab2 | Db3 | F3 | Ab3 |
| Blasen                                   | C0  | E0  | G0  | C1  | E1  | G1  | C2  | E2  | G2  | C3  | E3 | G3  |
| Kanal                                    | 1   | 2   | 3   | 4   | 5   | 6   | 7   | 8   | 9   | 10  | 11 | 12  |
| Ziehen                                   | D0  | G0  | B0  | D1  | F1  | A1  | B1  | D2  | F2  | A2  | B2 | D3  |
| Ziehen mit Schieber                      | Eb0 | Ab0 | C1  | Eb1 | F#1 | Bb1 | C2  | Eb2 | F#2 | Bb2 | C3 | Eb3 |

### Irisch
Man findet diese Sonderstimmung oftmals auch als Paddy. Bei einer normalen Chromatik geht der Ton um einen halben Schritt nach oben, wenn man den Schieber betätigt. In den meisten Skalen der irischen Musik klingen die schnellen Phrasierungen mit dem Schieber nach oben nicht so gut. Aus diesem Grund wird bei dieser Stimmung beim Betätigen des Schiebers der Ton um einen Halbton erniedrigt. Gleichzeitig bleibt aber die Chromatik des Instruments erhalten.
| Chromatik, Irisch   |     |     |     |     |     |     |     |     |     |     |     |     |
| Blasen mit Schieber | B0  | Eb1 | F#1 | B1  | B1  | Eb2 | F#2 | B2  | B2  | Eb3 | F#3 | B3  |
| Blasen              | C1  | E1  | G1  | C2  | C2  | E2  | G2  | C3  | C3  | E3  | G3  | C4  |
| Kanal               | 1   | 2   | 3   | 4   | 5   | 6   | 7   | 8   | 9   | 10  | 11  | 12  |
| Ziehen              | D1  | F1  | A1  | B1  | D2  | F2  | A2  | B2  | D3  | F3  | A3  | B3  |
| Ziehen mit Schieber | Db1 | E1  | Ab1 | Bb1 | Db2 | E2  | Ab2 | Bb2 | Db3 | E3  | Ab3 | Bb3 |

### Weitere Chromatik-Sonderstimmungen
- Paddy Richter
- Diminished
- Augmented
- Whole Tone

## Kritik
Verfechter der Standard-Richter-Stimmung und der klassischen Chromatik sehen die diversen Sonderstimmungen skeptisch. Ihr Vorwurf ist meist, dass Spieler von Sonderstimmungen sich lediglich das aufwändige Üben von Spieltechniken ersparen wollen.

## Liste von Customizern und Herstellern von Sonderstimmungen
- Seite der Customizer Joe Filisko, Richard Sleigh und James Gordon
- Seite des Customizers Brendan Power mit einigen Listen zu Sonderstimmungen
- Seite der Fa. Seydel mit einem großen Angebot an handgefertigten Sonderstimmungen
- Seite von Lee Oskar. Er entwickelte die Melody Maker- und die Natürlich Moll-Stimmung
- Seite der Fa. Hohner, die einige Sonderstimmungen auch als Stimmplatten zum Austauschen anbietet